# Vielsalm
Vielsalm (abgeleitet von Salm-la-Vieille, deutsch: Alt-Salm) ist eine belgische Gemeinde im Bezirk Bastogne in der Provinz Luxemburg.

## Geografie
Die Kommune besteht aus 23 Dörfern, u. a. Vielsalm, Bihain, Commanster (deutsch: Gomels, Gommelshausen) mit dem Schloss Commanster, Petit-Thier und Grand-Halleux.
Der Zentralort Vielsalm liegt am Fluss Salm, einem Nebenfluss der Amel. Nördliche Nachbargemeinde ist Trois-Ponts, südlich grenzt die Gemeinde Gouvy an. Östlich des Vielsalmer Gemeindegebiets liegen die Dörfer Recht, Rodt und Hinderhausen, die bereits zur deutschsprachigen Stadtgemeinde Sankt Vith gehören.
Vielsalm hat einen Schnellzughalt an der Luxemburger Nordbahn.
Im Ortsteil Rencheux befindet sich die ehemalige Kaserne der Belgischen Ardennenjäger.
Die ehemalige Eisenbahnstrecke Vielsalm-Born ist seit 2023 zum Ravel Radweg L47A ausgebaut.

## Geschichte
Nach der deutsch-belgischen Geschichtsschreibung war im Jahr 1034 ein Graf Giselbert „de Salmo“ Zeuge eines Gütertauschs zwischen den Klöstern Stablo und St. Maximin. Sein Sohn Hermann von Salm wurde 1081 als Gegenkönig zum vom Papst gebannten König Heinrich IV. aufgestellt, er fiel aber schon 1088 in einer Fehde (Hontheim, Hist.Dipl.1,366; Annales Belgici 228, Artikel im Grenz-Echo). Insgesamt ist die Quellenlage für Vielsalm sehr dürftig und es kann zu Verwechslungen mit den Orten kommen, in denen die Nachkommen beurkundet wurden. Die Burg in Vielsalm (eine Gründungsurkunde ist unbekannt) gilt als die Stammburg der Grafen von Niedersalm, die sich in den folgenden Jahrhunderten nicht nur in Luxemburg (Vianden) und im Elsass (Badonviller), sondern auch im Rheinland (Alfter, Bedburg, Dyck) niederließen und Schlösser bauten. 1940 wurde Vielsalm von der deutschen Wehrmacht besetzt. Nach dem Vordringen alliierter Truppen besetzte die Wehrmacht die Region im Dezember 1944 ein letztes Mal (Ardennenoffensive). Am 18. Januar 1945 befreiten britische und amerikanische Truppen Vielsalm.

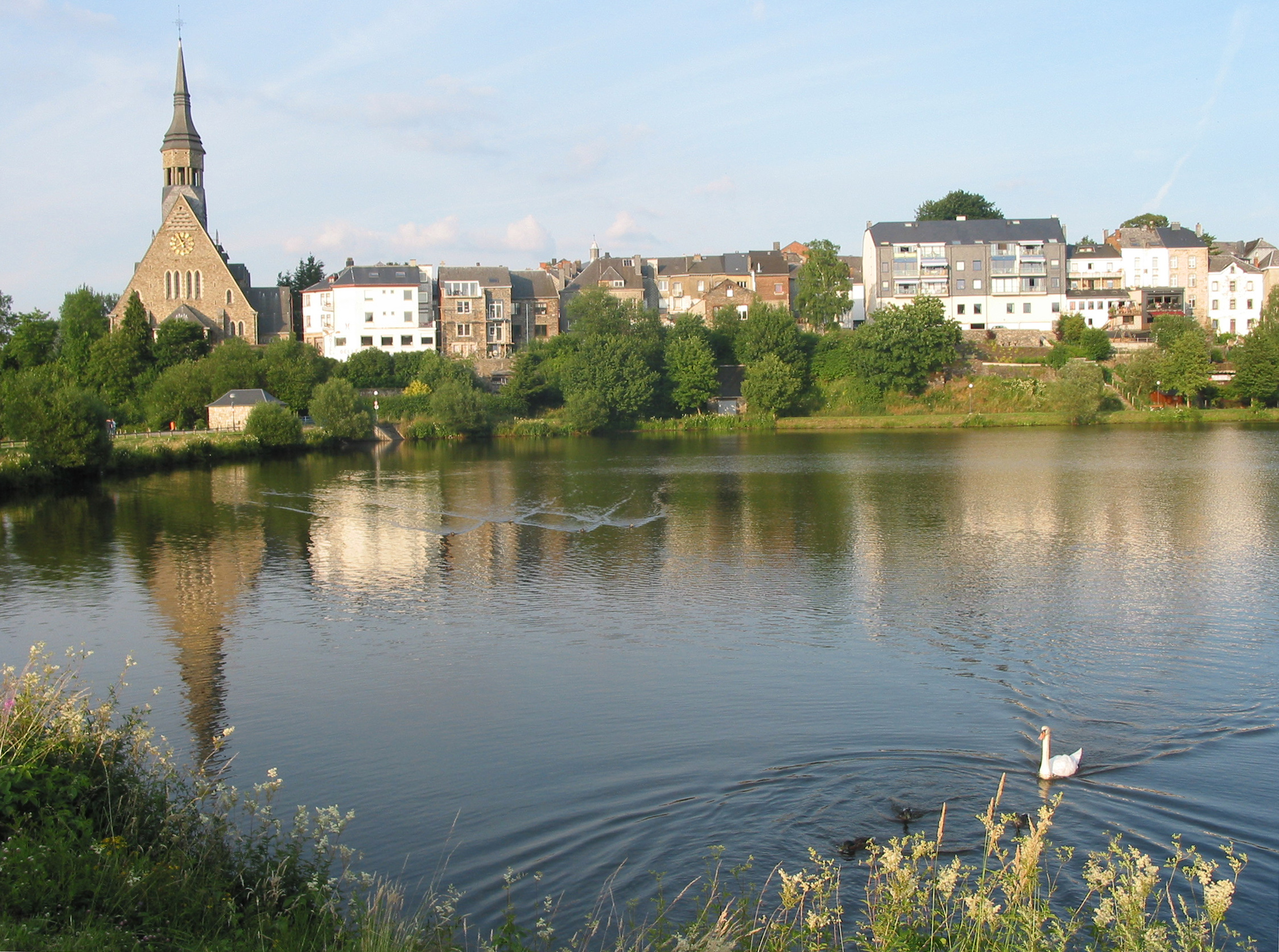
Vielsalm und See
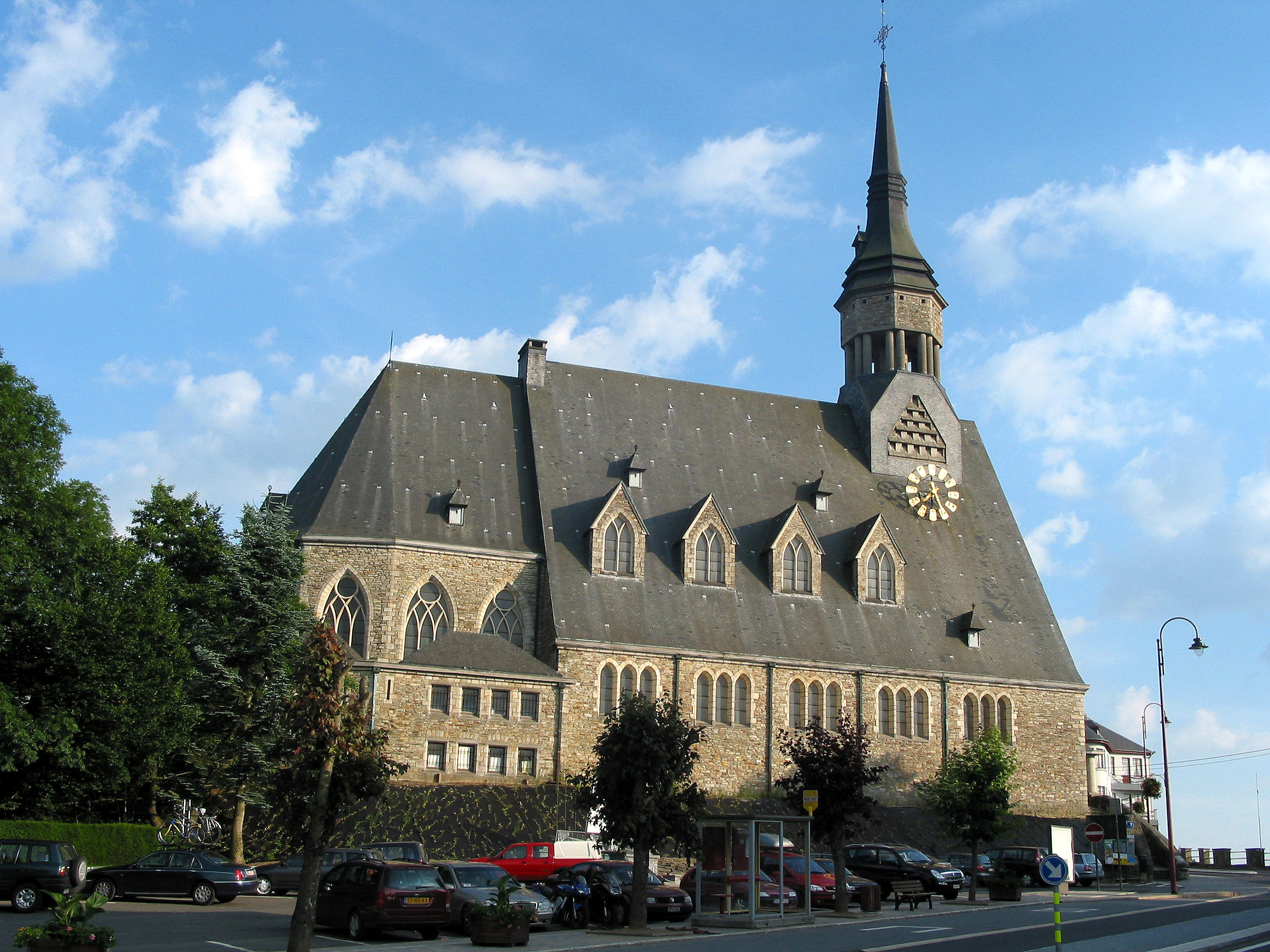
Kirche Saint-Gengoul
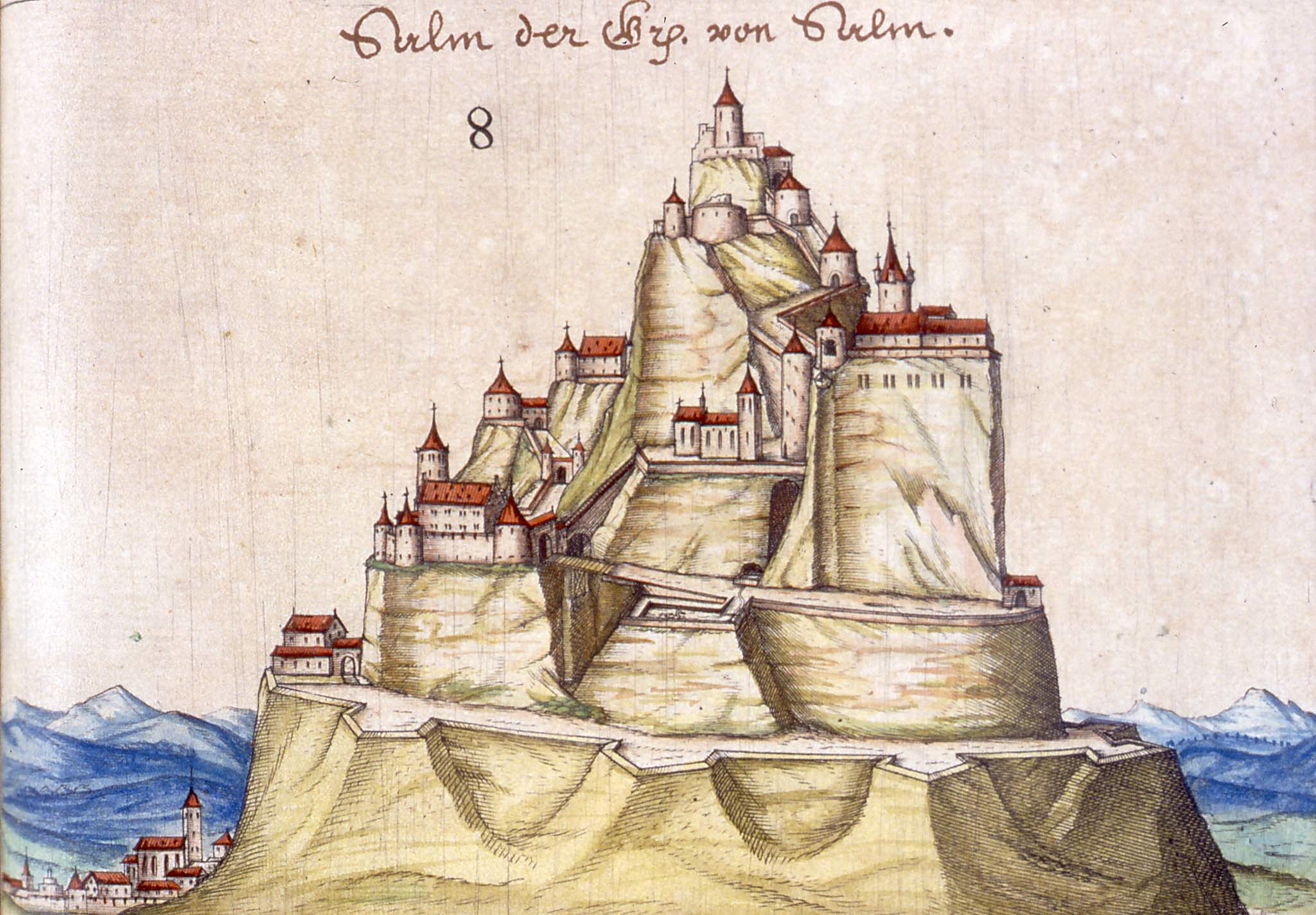
Burg Salmchâteau, 1589

## Söhne und Töchter von Vielsalm
- Niklas Graf Salm der Ältere (1459–1530), Feldherr
- Adolf von Hüpsch (1730–1805), Kölner Kunstsammler
- Jean Louis Piette (1767–1833), Papierfabrikant